# Josep Llorente i Miralles
Josep Llorente i Miralles (Martorell, 31 de enero de 1932 - Barcelona, 1 de febrero de 2009) fue un jugador y entrenador de hockey patines español. Con 38 títulos es tras Carlos Figueroa (48) el entrenador con más títulos de clubes de la historia de dicho deporte. Con 10 Copas de Europa es la persona con más títulos junto al jugador Sergi Centell.
Fichó en el año 1970 con el Fútbol Club Barcelona por intención de Agustí Montal que quería hacer una apuesta por las secciones del equipo blaugrana. Así pues en 1973 se alza con la primera Copa de Europa (ya no solo de la sección sino también del club). Esto permitió que la sección de hockey patines llegase a estar tercera entre las prioritarias del club tras la de fútbol y baloncesto.